# 黑氏棘胎鳚
黑氏棘胎鳚（學名：Acanthemblemaria hastingsi），為輻鰭魚綱鳚形目煙管鳚科棘胎鳚屬的一種，種名是為了紀念史克里普斯海洋研究所的海洋生物學家菲利普‧A‧黑斯廷斯（Philip A. Hastings），分布於東太平洋加利福尼亞灣海域，深度1至3公尺，本魚體延長、頭短鈍，頭刺短而尖，在兩眼後和兩眼之間形成菱形斑塊，前額有2條脊，前鼻口及眼睛上方有觸鬚，口腔頂部側面有兩排發育良好的牙齒，頭部灰色，上部密布淡藍色斑點，下部頭和下頜為黑色，下巴為白色，臉頰上有黑色斑點，虹膜微黑色，內圈為乳白色，身體棕色，中外側有一排大的棕色斑點或斑塊，背鰭有一黑條紋，條紋以上為橘色，背鰭硬棘23-25枚、背鰭軟條12-14枚、臀鰭硬棘2枚，體長可達5.1公分，棲息在水淺的岩礁區，通常躲在管蟲空巢穴，以小型無脊椎動物為食，雌魚產附著性卵，由雄魚守護魚卵，生活習性不明。